# Demografia do Chade
O Chade tem mais de 14 milhões de habitantes e uma densidade demográfica de 11 hab./km².

## Dados demográficos
População Total: 14 152 314 de habitantes, de acordo com a estimativa de 2016.
Grupos étnicos: O Chade possuí mais de 200 grupos étnicos distintos, sendo os principais, os árabes, os harajai e os uadaianos.
Religião: Cerca de 54% da população é muçulmana. Os cristãos somam 35%. Outras religiões, agnósticos e ateus representam 12% da população.
Idiomas: As línguas oficiais são o francês e árabe, porém mais de 100 idiomas são falados pela população.
IDH: 0,404(baixo).

## Distribuição da população
A população encontra-se desigualmente distribuída pelo território, se concentrando principalmente na região de Logone Ocidental, junto da capital, parte sul do país.

## Maiores Cidades
A maior cidade e principal centro administrativo e comercial é a capital N'Djamena.